# Teko (volk)
De Teko (ook Émerillon) is een inheems Tupivolk, dat woonachtig is in de gemeenten Camopi en Maripasoula in Frans-Guyana, Frankrijk. Ze bevinden zich aan de Camopi en de Tampok rivieren. Er zijn ongeveer 410 Teko (2010) en ze spreken Emerillon of Frans.

## Geschiedenis
De Teko zijn oorspronkelijke bewoners van het overzeese departement Frans-Guyana. Ze bevonden zich in een groot gebied dat was gecentreerd rond de Approuague en verder zuidwaarts liep tot de Mount Itoupé op de waterscheiding van het Marowijnebekken en het Oyapockbekken. Tegenwoordig bevinden ze zich aan de Camopi bij de Braziliaanse grens, en de Tampok bij de Surinaamse grens.
De Teko werden het eerst vermeld in 1731 als een volk aan de Comté. In 1767, tijdens een expeditie van Patris, werd de grootte van de stam geschat op 350 tot 400 mensen en ze waren verwikkeld in een langdurige oorlog met de eveneens inheemse Kari’na. Gedurende de 19e eeuw waren de Teko verzwakt en praktisch slaven van de Wayampi. Nadat de Franse overheid had gedreigd met een militaire expeditie werden de interne oorlogen beëindigd. In 1849 hadden de oorlogen en de Europese ziektes de stam gereduceerd tot ongeveer 100 personen.
In 1960 werd de Teko in slechte conditie aangetroffen, maar de stam is sindsdien gegroeid door verbeterde gezondheidszorg. De Franse overheid heeft geprobeerd de Teko te concentreren in grotere dorpen, maar met beperkt succes. Er werd een mannelijke granman en mannelijke kapiteins geïnstalleerd volgens de Marron-hierarchie, maar die regeringsstructuur werd niet begrepen als matriarchale samenleving. De Teko zijn het enige inheemse volk dat het Frans staatsburgerschap nog steeds heeft geweigerd.
De economie is gebaseerd op zelfvoorzieningslandbouw, jagen, en vissen.. De Teko vormen een matrilokaliteit waarin de dochters in het dorp van de moeder blijven wonen, en de echtgenoten naar het dorp van de echtgenote verhuizen. Polygamie was vroeger gebruikelijk, maar raakt in verval.

## Locatie
De Teko vormen een minderheid in de volgende Wayana-dorpen:
- Antecume Pata[7]
- Élahé[7]
- Kayodé[7]

De Teko vormen een minderheid in de volgende Wayampi-dorpen:
- Camopi[7]
- Trois Sauts[8]

## Taal
De Teko spreken de Emerillon taal die behoort tot de Tupi talen. De meeste Teko hebben Frans leren lezen en schrijven en beheersen de taal ook. Afhankelijk van de locatie van het dorp wordt ook Sranantongo, het met Emerillon verwante Wayampi en Portugees gesproken. De Emerillon taal wordt beschouwd als bedreigd.
- Bibliothèque nationale de France: cb16638281z (data)
- Library of Congress Control Number: sh96010797
- Nationale Bibliotheek van Israël: 987007534712205171

Arowakken (Lokono) · Karaïben (Kari’na) · Palikur · Teko (Emerillon) · Wayampi · Wayana

Aparai · Karipuna do Amapá